# Zeus (système d'arcade)
Pour les articles homonymes, voir Zeus (homonymie).
Le Zeus est un système de jeux vidéo pour borne d'arcade destiné aux salles d'arcade, créé par la société Midway Games.

## Description
Ce système est lancé par Midway Games durant l'année 1997.

## Liste des jeux
| Titre                      | Développeur   | Éditeur      | Système | Genre | Date |
| -------------------------- | ------------- | ------------ | ------- | ----- | ---- |
| Mortal Kombat 4            | Eurocom       | Midway Games | Zeus    |       | 1997 |
| Mortal Kombat 4 Revision 2 | Eurocom       | Midway Games | Zeus    |       | 1997 |
| Mortal Kombat 4 Revision 3 | Eurocom       | Midway Games | Zeus    |       | 1997 |
| Invasion: The Abductors    | Play Mechanix | Midway Games | Zeus    |       | 1999 |